# Naciones del Reino Unido
Con la expresión naciones del Reino Unido se designan las naciones de Inglaterra, Irlanda del Norte, Escocia y Gales, que unidos, forman el Reino Unido de Gran Bretaña e Irlanda del Norte, un Estado soberano. Se emplean así mismo los calificativos de «naciones constitutivas» y «Home Nations» para designarlas, este último principalmente para fines deportivos.
El término «países» (countries) es el más común, debido principalmente a la inexistencia de una constitución británica formal y a la larga y compleja historia de la formación del Reino Unido. De igual modo, estas naciones no tienen una denominación oficial, por lo que no se les puede considerar subdivisiones formales del Reino Unido y en ocasiones se emplean términos varios para referirse a ellos.
Como Estado soberano, el Reino Unido es el ente que representa a todas estas naciones en organizaciones internacionales, como Naciones Unidas y la Unión Europea, de la cual fue miembro, hasta el 1 de febrero de 2020.
El parlamento y el gobierno del Reino Unido lidian con asuntos relacionados con Irlanda del Norte, Escocia y Gales que no hayan sido transferidos, pero no interfiere por lo demás en los temas que sean competencia de la Asamblea de Irlanda del Norte, el Parlamento Escocés y el Parlamento galés. Inglaterra, no obstante, es responsabilidad del parlamento británico, con sede en Londres.
Las Islas del Canal (Jersey y Guernsey) y la Isla de Man son dependencias de la Corona británica, pero no forman parte del Reino Unido. Los Territorios Británicos de Ultramar tampoco forman parte del Reino Unido.

## Tabla resumen
| Nombre            | Bandera | Área (km²) | Población (est. de 2000) | Capital   | Parlamento descentralizado | Sistema legal                                                     |
| ----------------- | ------- | ---------- | ------------------------ | --------- | -------------------------- | ----------------------------------------------------------------- |
| Inglaterra        |         | 130.395    | 51,6 millones            | Londres   | No                         | Derecho inglés                                                    |
| Escocia           |         | 78.772     | 5,2 millones             | Edimburgo | Sí                         | Derecho escocés                                                   |
| Gales             |         | 20.779     | 3,0 millones             | Cardiff   | Sí                         | Derecho inglés con algunos poderes independientes y Derecho galés |
| Irlanda del Norte |         | 14.130     | 1,8 millones             | Belfast   | Sí                         | Derecho de Irlanda del Norte y Derecho irlandés                   |
| Reino Unido       |         | 243.789    | 62,1 millones            | Londres   | Sí                         |                                                                   |